# ارژی شیمور
اِرژی شیمور (مجاری: Erzsi Simor؛ ۶ ژوئیهٔ ۱۹۱۱ – ۲ فوریهٔ ۱۹۷۷) بازیگر اهل مجارستان بود.
از فیلم‌ها یا مجموعه‌های تلویزیونی که وی در آن‌ها نقش داشته‌است، می‌توان به مرد کامل و دکتر اشتوان کوواچ اشاره نمود.